# Psammodius danubialis
Psammodius danubialis är en skalbaggsart som beskrevs av Adam 1989. Psammodius danubialis ingår i släktet Psammodius och familjen Aphodiidae. Inga underarter finns listade i Catalogue of Life.